# Mikael Hopkins
Mikael Levon Hopkins (Hyattsville (Maryland), 23 de junio de 1993) es un jugador de baloncesto estadounidense, nacionalizado húngaro, que pertenece a la plantilla del equipo ruso del Enisey Krasnoyarsk de la VTB United League. Con 2,06 metros de estatura, juega en la posición de ala-pívot.

## Trayectoria deportiva
Realizó su andadura universitaria de cuatro años en los Georgetown Hoyas y tras no ser elegido en el Draft de la NBA de 2015, llegó a Turquía para jugar en las filas del İstanbul DSİ S.K. con el que debutaría como profesional durante la temporada 2015-2016.
Más tarde, jugaría dos temporadas más en Turquía defendiendo los equipos de Samsunspor DSI y Yalova Group BelediyeSpor, respectivamente.
Durante la temporada 2018-19 juega en Bulgaria en las filas del Balkan Botevgrad. En el equipo búlgaro promedió la cifra de 14.7 puntos, 8.3 rebotes y 2.4 asistencias en la FIBA Eurocup y fue nombrado MVP de la competición. Hopkins también registró 17.2 puntos, 9.0 rebotes y 2.1 asistencias en la Liga Búlgara, donde ayudó a Balkan a ganar la Liga de Baloncesto de Bulgaria.
Al finalizar la temporada, se comprometería con el KK Cedevita Olimpija de la 1. A slovenska košarkarska liga, club de nueva creación para disputar la temporada 2019-2020.
El 2 de agosto de 2021, firma por el Pallacanestro Reggiana de la Lega Basket Serie A.

### Selección nacional
En septiembre de 2022 disputó con el combinado absoluto húngaro el EuroBasket 2022, finalizando en vigesimotercera posición.